# Grands dauphins du golfe du Lion
Grands dauphins du golfe du Lion este o arie protejată (sit de importanță comunitară — SCI) din Franța întinsă pe o suprafață de 491.751 ha, integral marine.

## Localizare
Centrul sitului Grands dauphins du golfe du Lion este situat la coordonatele 42°58′47″N 3°58′07″E / 42.97975°N 3.96849°E.

## Înființare
Situl Grands dauphins du golfe du Lion a fost declarat sit de importanță comunitară în baza directivei 92/43 din 1992 referitoare la conservarea habitatelor naturale și a faunei și florei sălbatice pentru a proteja 2 specii de animale.

## Biodiversitate
Situată în ecoregiunea mediteraneană, aria protejată conține 1 habitat natural: Recifuri.
La baza desemnării sitului se află mai multe specii protejate:
- mamifere (1): delfin mare (Tursiops truncatus)
- reptile (1): Caretta caretta

Pe lângă speciile protejate, pe teritoriul sitului au mai fost identificate 7 specii de mamifere.